# Tomo Jurak
Tomislav Jurak, bolj znan kot Tomo Jurak je slovenski kitarist, pevec in skladatelj, * 1952
Tomo Jurak je deloval kot harmonikar, pevec, kitarist, avtor glasbe, tekstopisec in aranžer. Sodeloval je pri skupinah Avantura, Prah, Venera, Pepel in kri - najbolj znan pa je po svoji pop skupini Gu Gu, ki je skozi osemdeseta leta nanizala veliko uspešnic in bila ena najuspešnejših slovenskih glasbenih skupin. Po razpadu skupine Gu-Gu je ustanovil duet Tom-Tom.
Kasneje se je posvetil samostojnemu delu, pisanju in ustvarjanju glasbe za radijske in televizijske reklame (otroška kašica Frutek) in sodelovanju z drugimi imeni estrade kot so Janez Bončina-Benč, Primož Grašič, Janez Zmazek - Žan, Dixie Šok band.. Veliko njegovih avtorskih del je ponarodelo (npr. Sam po parku se sprehajam).